# Gregory Rock
Gregory Rock är en kulle i Antarktis. Den ligger i Västantarktis. Inget land gör anspråk på området. Toppen på Gregory Rock är 399 meter över havet.
Terrängen runt Gregory Rock är lite kuperad.  Trakten är obefolkad. 